# Čežava
Čežava (nemško Gaisach) je naselje v Občini Kotmara vas v Okraju Celovec-dežela na Koroškem v Avstriji.